# 1996年航空
此條目列出1996年發生有關航空運輸的事件。

## 事件

### 3月
- 3月：林波波省波洛夸內波羅克瓦尼國際機場啟用。

### 4月
- 4月26日：新千歲機場B跑道啟用。

### 6月
- 6月16日：中央呂宋邦板牙省安赫勒斯克拉克國際機場啟用。
- 6月18日：江西省九江市九江廬山機場啟用。

### 7月
- 7月6日：索科斯克薩爾根南哥打巴托省三投斯將軍市三投斯將軍國際機場啟用。

### 10月
- 10月1日：廣西壯族自治區桂林市桂林兩江國際機場啟用。
- 10月14日：武里南府武里南武里南機場（英语：Buriram Airport）啟用。

### 12月
- 12月28日：湖北省宜昌市宜昌三峽機場啟用。